# Natalya Pechonkina
Natalya Pechonkina (Unión Soviética, 15 de julio de 1946), también llamada Natalya Chistyakova, es una atleta soviética retirada, especializada en la prueba de 400 m en la que llegó a ser medallista de bronce olímpica en 1968.

## Carrera deportiva
En los JJ. OO. de México 1968 ganó la medalla de bronce en los 400 metros, con un tiempo de 52.25 segundos, llegando a meta tras la francesa Colette Besson y la británica Lillian Board (plata con 52.12 s).